# Medaglia commemorativa della campagna di Spagna
La medaglia commemorativa della campagna di Spagna è una medaglia istituita dal Regno d'Italia con il regio decreto 6 giugno 1940, n. 1244  ed assegnata ai componenti del Corpo Truppe Volontarie, della Missione Navale, ai militarizzati, assimilati e civili al seguito dei reparti operanti, ai volontari italiani arruolati nel Tercio Extranjero oltre al personale della Regia Marina e Regia Aeronautica che avevano partecipato con azioni e servizi alla campagna contro la Repubblica Spagnola.
La concessione veniva subordinata all'aver trascorso in Spagna, presso reparti operanti, almeno tre mesi, mentre per gli appartenenti alla Regia Marina e Regia Aeronautica, rispettivamente, essere stati imbarcati per tre mesi o aver compiuto tre azioni di volo.
Il conferimento venne esteso anche ai marittimi di navi mercantili nonché al personale delle linee aeree in relazione a servizi connessi alla campagna.

## Insegne

### Medaglia
La medaglia è costituita da una disco di bronzo dal diametro di 33 mm. con attacco a cambretta:
sul dritto:un cavaliere ignudo che brandisce una spada e cavalca un destriero calpestante un serpente ed una falce e martello. Il cavallo è condotto a briglia da una vittoria alata che tiene sulla destra una corona d'alloro;
sul verso:un leggero rilievo della penisola iberica con la punta di Ceuta. Nell'area della penisola vi è la leggenda « Guerra Por La Liberation Y Unidad De Espagna 17 Julio 1936 » (guerra per la liberazione e l'unità della Spagna 17 luglio 1936). Nel bordo in alto la testa di una medusa alata mentre, in basso, lo stemma reale spagnolo tra le colonne d'Ercole avvolte da cartiglio, simbolo del regno di Spagna

### Nastrino
Il nastrino, di 37 mm, presenta 7 righe verticali, alternate dai colori rosso (6 mm), giallo (6,5 mm) della bandiera spagnola e nero agli esterni (3 mm) del fascismo.